# 源植勉
源植勉在多倫多警隊工作了35年，退休時官至警隊副總長，同時擔任警隊社區安全部的第二把交椅。 他也是多倫多警隊第一位華裔警司 ，並曾被評為年度最佳警官。 
他於香港出生，在1975年，也就是他11歲時，隨家人移民加拿大，並定居於東約克 (East York) ，他的父親在那裡開了一家餐馆。 源植勉就讀於士嘉堡的Cardinal Newman天主教中學。他其後在咸美頓的麥馬士達大學攻讀化學工程學位，但在兩年后退學，並成為了一名警察。 
2015年曾受邀請到北京參觀解放軍閱兵儀式。
2018年4月，多倫多警隊副總長源植勉代表了多倫多警隊和警員Ken Lam向公眾通報了2018年多倫多客貨車襲擊事件的最新情況。 

## 政治生涯
2024年10月，源植勉正式被提名为安省自由黨在士嘉堡愛靜閣選區的候選人，2025年3月代替因懸紅論事件退选的蒋振宇，成为萬錦－於人村選區的自由党候选人。